# Les Ennemis (Gorki)
Pour autres œuvres du même nom, voir Les Ennemis.
Les Ennemis (en russe : Враги, Vragi) est une pièce de théâtre en langue russe écrite et publiée en 1906 par Maxime Gorki. L’œuvre est reconnue comme l'une des premières œuvres du réalisme socialiste.

## Histoire
La pièce est publiée en 1906, à Saint-Pétersbourg, à une époque où Gorki est activement impliqué dans la révolution russe clandestine, qui a servi d'impulsion à la pièce.

## Adaptations
Ann Pennington met en scène une production de l'œuvre en association avec le théâtre Internationaliste, à Londres, en mars 1985.  Un critique établit un parallèle entre le soulèvement des travailleurs dans Ennemis et la grève des mineurs britanniques de 1984-1985, déclarant : « it is about the miners strike ». Le « pseudo-populisme » de Gorki est éliminé dans cette production, les acteurs parlant « sans accent distinctif et par conséquent sans sentiment populiste ». Conçue par Paul Brown, la distribution comprend Madlena Nedeva, Nick Ellsworth, Angelique Rockas et Marilyn Flynn.